# Rivoluzione italiana
La locuzione rivoluzione italiana è stata più volte impiegata da alcuni storici e scrittori del XIX e XX secolo per indicare diversi periodi di cambiamento degli assetti di potere nella penisola italiana, tra cui anche l'unità.
Il significato della locuzione non è univoco e a tutt'oggi non è pacificamente condiviso ne come attribuzione ad uno determinato evento temporale ne come accezione positiva o negativa dell'evento individuato.

## Il dibattito sul significato
Diversi momenti storici sono stati chiamati "rivoluzione" in Italia, sia da storici, che da scrittori o giornalisti, o percepiti come tali:
- Il "triennio giacobino" (1796-1799), con i precedenti tentativi filogiacobini dal 1792 al 1796, in cui avvenne la nascita delle repubbliche sorelle italiane sostenute dalla discesa in Italia di Napoleone Bonaparte, è stato indicato come la prima rivoluzione italiana, ad esempio da Vincenzo Cuoco, nel Saggio sulla rivoluzione napoletana del 1799.

- Cristina Belgioioso indicherà come rivoluzione italiana i moti del 48 nel suo saggio "L'Italia e la rivoluzione italiana nel 1848"[1].
- Taluni, soprattutto di area cattolica tradizionalista, indicano con questa espressione il periodo del Risorgimento (1815-1870). Sono fra questi Paolo Mencacci[2], Giuseppe Brienza[3], Massimo Viglione[4], Franco Della Peruta[5], Franco Mistrali[6]. Secondo il cattolico liberale Alessandro Manzoni la rivoluzione italiana doveva riferirsi al 1859[7]. Alla rivoluzione risorgimentale è dedicato anche un lungo saggio nel primo numero del periodico "La Civiltà Cattolica"[8], edito del 1850 che definiva questa rivoluzione come "anticristiana e anticattolica" basata sul tentativo di instaurare il razionalismo illuminista come forma di politica.

- La locuzione è stata usata con varie accezioni anche con riferimento al periodo del regime fascista. Secondo esponenti ed autori di area fascista ed alcuni storici contemporanei la rivoluzione italiana coincide con la rivoluzione fascista, fatta iniziare talvolta con la fondazione dei fasci nel 1919 talaltra con l'interventismo del 1914-1915, e portata a compimento con la Marcia su Roma[9]. Per Curzio Malaparte invece l'inizio della rivoluzione fu la disfatta di Caporetto, interpretata come una protesta dei fanti, tesi che è alla base del suo romanzo Viva Caporetto!.[10] Benito Mussolini tuttavia negò il carattere rivoluzionario della presa di potere da parte del fascismo nel 1922 con la Marcia su Roma, che considerava piuttosto un'insurrezione.[11] Il riconoscimento di un carattere rivoluzionario alla presa di potere fascista è negato anche da diversi studiosi contemporanei ai fatti (tra costoro, Antonio Gramsci[12]) e da buona parte della storiografia attuale.

- Secondo gli esponenti del sindacalismo rivoluzionario e gli anarchici come Errico Malatesta, la rivoluzione italiana è stata l'avvento degli scioperi generali del 1914 (settimana rossa) e quindi l'interventismo in chiave eversiva del 1915.[13]

- Altri autori di area marxista hanno invece definito rivoluzione italiana il tentativo filo-bolscevico noto come Biennio rosso del 1919-1920, e che venne interrotto dalla reazione fascista.[14]

- La resistenza italiana è stata vista anche come una "guerra di classe" con aspettative rivoluzionarie, soprattutto da parte di alcuni gruppi partigiani socialisti, anarchici e comunisti; fu altresì vista dai repubblicani come una rivoluzione terminante con la fine della monarchia nel 1946.[15]

- Il sessantotto in Italia e le sue conseguenze, come il movimento del '77 e il terrorismo rosso, sono state interpretate come un tentativo di rivoluzione dai suoi militanti, specie da quelli che scelsero la lotta armata o l'attivismo nella sinistra extraparlamentare.[16][senza fonte]

- La nascita della cosiddetta Seconda Repubblica in seguito ai risvolti politici e popolari dell'inchiesta giudiziaria Mani pulite[17], e alla risposta attiva dello Stato e della popolazione alle stragi mafiose (1992-94)[senza fonte]